# Brennstoffspiegel
Brennstoffspiegel und Mineralölrundschau ist eine monatlich erscheinende deutsche Fachzeitschrift. Sie erscheint seit 1975 und ist eine Publikation der UNITI-Mediengruppe, Berlin.
Die Zeitschrift berichtet über Energiethemen wie Energiepolitik, Energiemarkt, Energieträger und Energietechnik. Sie wurde 1975 als Zeitschrift für den mittelständischen Brennstoffhandel in Kassel gegründet. Seit Januar 2014 erscheint sie infolge des Umzugs des Verlages in Berlin. Das Fachmagazin vergibt einmal jährlich den „Innovationspreis Wärmemarkt“ in den Kategorien Handel, Produkt/Technik und Dienstleistung. 